# Luzerna (lenda)
Luzerna (nomenclatura oriunda de Portugal, bola de luz) é um termo que está ligado a uma lenda comum do interior do Nordeste do Brasil transmitida pela tradição oral através dos tempos, e que é usado popularmente para designar luzes globulares que flutuam em uma velocidade pequena, pelas estradas e caminhos se digladiando a noite inteira (batendo uma contra a outra). O fenômeno chamado de luzerna é bastante confundido em algumas obras com outro fenômeno chamado fogo-corredor.

## Etimologia e origem

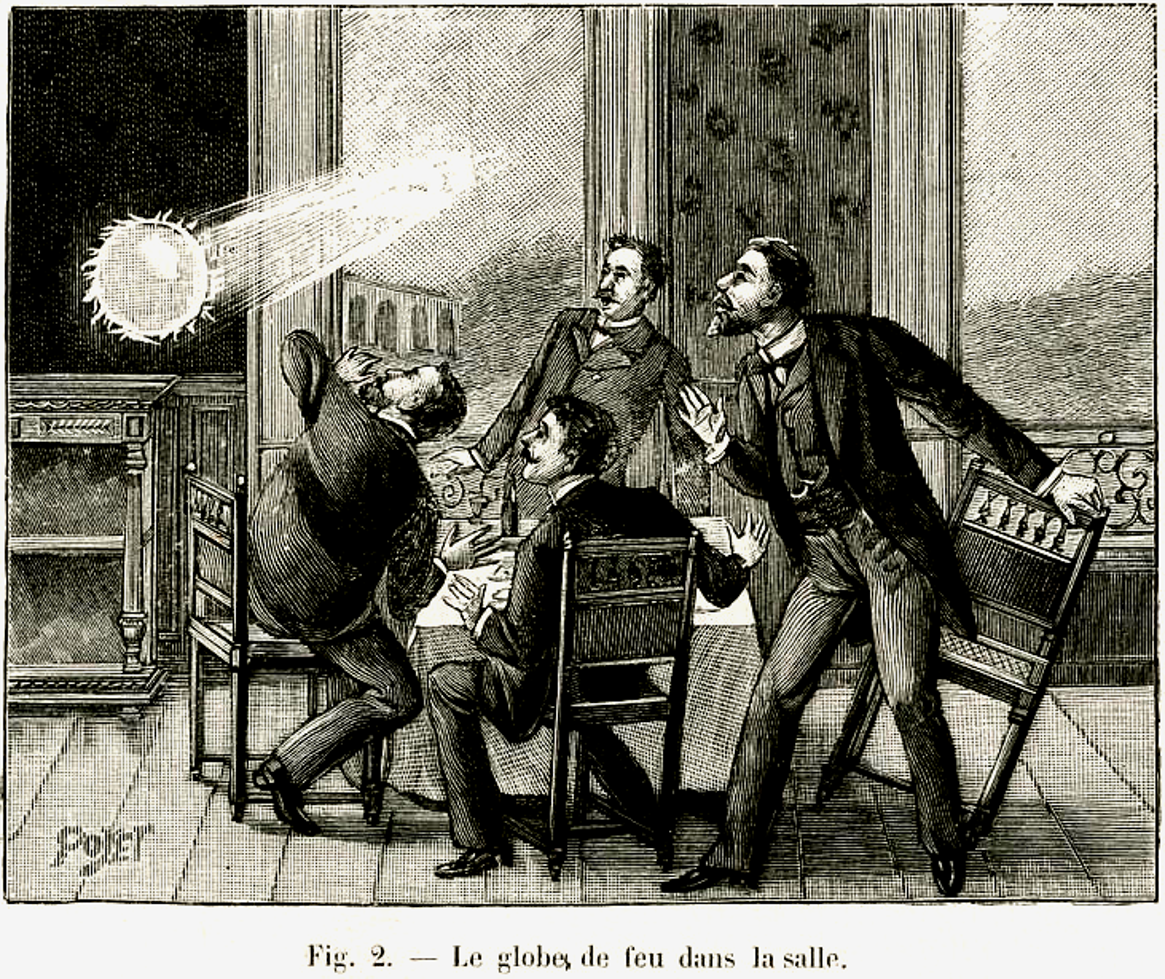
Gravura de uma luzerna entrando pela janela para perseguir pessoas (1901)

As luzernas no imaginário popular nordestino seriam as almas de dois compadres que morreram sem se falar. Por conta disso, essas almas estariam amaldiçoadas à viverem como luzes globulares em conflito (guerreando pelas estradas) até que consigam fazer as pazes ou explodam como fogos de artifício, liberando um odor de enxofre.

A lenda nordestina mescla duas outras lendas: termo luzerna tem origem portuguesa, como um mito popular de pescadores que afirmavam ver luzes que flutuam no céu, e a lenda de que pessoas se transformam nessas luzes certamente se origina da variação dos mitos dos povos amerindios, onde a luzerna seria uma entidade sobrenatural:
"(...) E, afinal, transtormou-se numa luzerna, clarão sem chamas, fogaréu azulado, desprendido dos olhos que ainda estavam vivos nela. Foi assim e foi por isso que os homens, quando viram a boi-guaçu tão demudada, não a conheceram mais." 

## Explicação científica
Assim como toda lenda é uma narrativa fantasiosa que combina fatos reais e históricos com fatos irreais que são meramente produto da imaginação aventuresca humana, as luzernas realmente existem e se tratam de fenômenos elétricos chamados raios globulares. Esse fenômeno se tornou lenda: até os anos 1960, a maioria dos cientistas argumentavam que raio globulares não eram um fenômeno real, apesar de inúmeras aparições.
Tem sido sugerido que um raio globular é baseado em oscilações não lineares esfericamente simétricas de partículas carregadas no plasma - o análogo de um solitão de Langmuir espacial. Essas oscilações foram descritas tanto por teorias clássicas como teorias quânticas. Verificou-se que as oscilações de plasma mais intensas ocorrem nas regiões centrais de um raio globular. Porém, dados científicos sobre os raios globulares naturais ainda são escassos, devido à sua raridade e imprevisibilidade.